# Linden (Wessobrunn)
Linden war bis 2010 ein Gemeindeteil von Wessobrunn im oberbayerischen Landkreis Weilheim-Schongau.

## Geografie
Der Weiler liegt circa drei Kilometer südlich von Wessobrunn in einer Jungmoränenlandschaft, ist jedoch durch den Schlittgraben von dem Hauptort getrennt. Er wird dem Gemeindeteil Forst zugerechnet. Etwa 500 m nördlich befindet sich Sankt Leonhard im Forst.
Das Ortsbild des Weilers wird von der etwa 400 Jahre alte Marienlinde geprägt.

## Geschichte
Linden gehörte zur Riederschaft Forst der Klosterhofmark Wessobrunn. Im Jahr 1761 werden zwei Achtelhöfe erwähnt, beide waren dem Kloster Wessobrunn grundbar. Die Hohe Gerichtsbarkeit lag beim Landgericht Landsberg.
Nach der Säkularisation wurde der Weiler im Zuge der Gemeindeedikte von 1818 Bestandteil der neugebildeten Gemeinde Forst im Landgericht Weilheim in Oberbayern.
Mit dieser wurde Linden im Zuge der Gebietsreform in Bayern am 1. Mai 1978 nach Wessobrunn eingemeindet.